# Frimurarhuset, Gävle
Frimurarhuset är en byggnad i Gävle uppförd år 1871. Den är ritad av arkitekten Johan Fredrik Åbom, som även ansvarade för utformningen av inredning och möblering.

## Historik
Byggnaden uppfördes vid Gavleån på platsen för det gamla läroverket, som brann ned till grunden vid den stora branden år 1869. Sedan uppförandet har byggnaden ägts och använts av frimurarlogerna. Arkitekten Åbom var själv frimurare.

## Beskrivning
Byggnaden gavs en nygotisk stil både exteriört och interiört. Byggnaden är uppförd av tegel med en slätputsad fasad. Den har två våningar med källare och inredd vind. Fasaden är rikt dekorerad och utsmyckad, bland annat med våningsband och bågfriser. Husets gavlar har upptill krenelerad ornamentik med spetsiga små torn och klockbärare. Fönstren är bågformade och diagonalspröjsade.